# Bohumil Musil

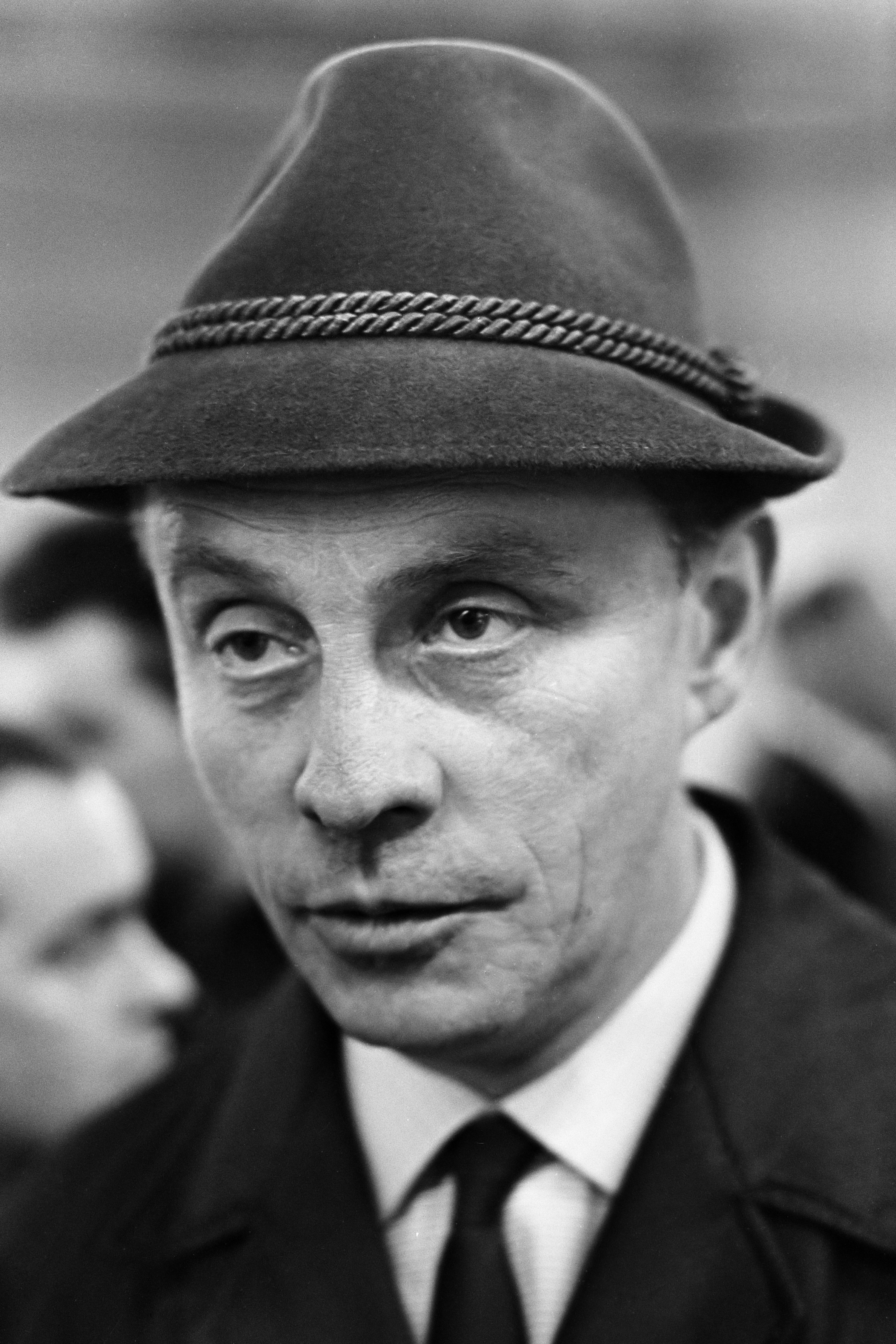
Bohumil Musil (1967)

Bohumil Musil (* 10. Mai 1922 in Prag; † 5. Dezember 1999) war ein tschechoslowakischer Fußballspieler und -trainer.

## Spielerkarriere
Bohumil Musil fing mit dem Fußballspielen beim Novoměstský SK an. Von 1940 bis 1941 spielte der Mittelfeldspieler für den SK Baťa Zlín, von 1946 bis 1947 für Sparta Prag B. Von 1947 bis 1951 stand er in der Mannschaft von ŠK NV Banská Bystrica, in den letzten beiden Jahren war er Spieltrainer.

## Trainerkarriere
Von 1951 bis 1952 betreute Musil die Tschechoslowakische Nationalmannschaft in vier Spielen. Anschließend war er viele Jahre lang Trainer bei Dukla Prag im Bereich Junioren, B-Mannschaft oder als Assistent. Cheftrainer war er 1959/60 und 1966 bis 1968. 1966 wurde er mit Dukla nach einem großen Rückstand noch Tschechoslowakischer Meister. Von 1969 bis 1971 saß er auf der Trainerbank von Dukla Banská Bystrica, in der Saison 1971/72 war er für die Mannschaft von VCHZ Pardubice verantwortlich. Von 1972 bis 1975 trainierte er Bohemians Prag. Er wechselte im Anschluss zu Slavia Prag, wo er vor allem als Jugendtrainer arbeitete. Von Juli 1979 bis Dezember 1980 war er Cheftrainer. 1981 ging er zu DP Xaverov Praha, wo er bis 1983 trainierte.
Musil war auch Trainer der tschechoslowakischen U21-Auswahl und weiterer Juniorenmannschaften der Tschechoslowakei.